# Torre (Boimorto)
Torre (en gallego y oficialmente, A Torre) es una aldea española situada en la parroquia de Andabao, del municipio de Boimorto, en la provincia de La Coruña, Galicia.

## Demografía
| Gráfica de evolución demográfica de Torre entre 2000 y 2018 |
|                                                             |
| Datos según el nomenclátor publicado por el INE.            |